# Francis Reynolds
Francis Martin Baillie Reynolds (11 de novembro de 1932) é um jurista inglês, professor emérito de Direito da Universidade de Oxford.
De longa carreira acadêmica, foi fellow do Worcester College por quatro décadas, de 1960 a 2000. Durante esse período, foi ainda professor visitante nas universidades de Auckland, Otago, Sydney, Melbourne, Monash, Singapura e Hong Kong. Foi ainda condecorado com o título honorífico de Doctor of Civil Law pela Universidade de Oxford, e é professor honorário do International Maritime Law Institute.
Além da docência, se tornou barrister em 1971, função que nunca deixou de exercer.
Foi eleito membro da Academia Britânica em 1988. Também é membro do Comitê Marítimo Internacional.
Suas maiores contribuições para a ciência jurídica são as constantes atualizações de obras doutrinárias seminais para a common law, destacadamente Contracts de Joseph Chitty e Bills of Lading de Thomas Gilbert Carver, essa última em colaboração com Guenter Treitel, também professor em Oxford.
Casado com Susan Margaret Shillito, tem dois filhos, Barnabas e Martin.